# 保元
保元（1156年5月18日~1159年5月9日）是日本的年號之一，指的是久壽之後、平治之前，1156年到1159年這段期間。這個時代的天皇是後白河天皇與二條天皇，並由鳥羽上皇與後白河法皇相繼開設院政。

## 改元
- 久壽三年四月二十七日（西元1156年5月18日） 因後白河天皇即位而改元。
- 保元四年四月二十日（西元1159年5月9日） 改元平治。

## 出處
《顏氏家訓·文章》：「加以砂礫所傷，慘於矛戟，諷刺之禍，速乎風塵，深宜防慮，以保元吉。」。

## 大事記
- 保元元年：保元之乱。
- 保元三年：後白河天皇讓位給二条天皇，開始院政。

## 紀年、西曆、干支對照表
| 保元       | 元年   | 二年   | 三年   | 四年   |
| ---------- | ------ | ------ | ------ | ------ |
| 儒略曆日期 | 1156年 | 1157年 | 1158年 | 1159年 |
| 干支       | 丙子   | 丁丑   | 戊寅   | 己卯   |